# Aureliu Goci
Aureliu Goci (n. 5 iunie  1948, Letca Nouă, Giurgiu - d. 27 octombrie 2024) a fost un critic literar român.

## Biografie[3][4]
Aureliu Goci a fost un critic literar născut la 5 iunie 1948 în satul Letca Nouă din județul Giurgiu. Părinții: Marin și Elena, poștaș, respectiv muncitoare. 

### Studii
Studiază exclusiv la București (Liceul 36 „Ion Barbu”) și la Facultatea de Filologie  1967 - 1972, ultima promoție cu 5 ani de studiu, cu profesorii: Nicolae Manolescu, Zoe Dumitrescu-Bușulenga, Vladimir Streinu, Alexandru Piru, Nicolae Balotă, Marian Popa, Matei Călinescu, Gelu Ionescu, Emanuel Vasiliu, Matilda Caragiu Marioțanu.

### Debut în critică
În anul III de facultate, Nicolae Manolescu îl cooptează colaborator la „România Literară” pentru rubrica de „Poezie”. Publică în revistele România literară, Amfiteatru, Scînteia tineretului, Luceafărul, Ramuri, Curtea de la Argeș, Confesiuni și altele. 

### Cariera
- Profesor de limba română la Liceul din Snagov și la Liceul teoretic din Brănești
- Muzeograf la „Muzeul Literaturii Române”
- Redactor la „Glasul națiunii” (Chișinău), „Ecart”, „Dunărea  albastră” – suplimente culturale ale ziarului „Economistul”
- Consilier în Parlamentul României la cabinetul deputatei Leonida Lari
- Redactor la editura „Academiei Române”.

### Viața personală
Căsătorit cu traducătoarea și scriitoarea Gabriela Banu; doi fii – Costin Aurelian Banu și Andrei Alexandru Goci.

## Opera[5][6]

### Colecții inițiate
1. „Manuscriptum” în 50 de numere, alături de Fănuș Băileșteanu (ed. Muzeului Literaturii Române, 1983)
2. „Clasicii noștri” (editura „Exigent”, cu prefețe semnate aproape exclusiv de A.G.)
3. „101 capodopere ale romanului românesc”  (editura Gramar)

### Volume de critică și studii critice
1. Delavrancea și devenirile arhetipului (ed. „Glasul”, 1995)
2. Arghezi între infinituri. Eseu despre religiozitatea omului necredincios, (ed. Curierul Dunării, 1996)
3. Eminescu la infinit, (ed. Viitorul românesc, 1997)
4. Răzbunarea lui Moromete sau Marin preda și onoarea de a fi contrazis de istorie (ed. Curierul Dunării, 1998)
5. Romane și romancieri în secolul XX (ed. Fundației PRO, 2000)
6. Originile, înflorirea și răspândirea mitului Dracula (ed. Equator Publishers, Victoria, Australia, 2000)
7. Mileniul al III-lea  și „direcția nouă” în cultura românească (ed. Viitorul românesc, 2001)
8. Geneza și structura poeziei românești în secolul XX (ed. Gramar, 2001)
9. Dinu Săraru și reconvertirea romanului în poveste (ed. Semne, 2002)
10. Fenomenul Caragiale și reîncarnările virtuale (ed. Curierul Dunării, 2002)
11. Prozatori români la frontiera dintre milenii ( ed. Viitorul românesc, 2003)
12. Prozatori romnâni la frontiera mileniului, ediție revăzută și adăugită (ed. Betta, 2009)
13. Apocalipsa după Arghezi (ed. Betta, 2010)
14. Poeți români la frontiera dintre milenii (ed. Niculescu, 2012)
15. Liviu Rebreanu – centrul operei și distribuția tipologică (ed. Betta, 2014)
16. Întâmpinarea cărților – echilibru și contraste, metamorfoze și metafore în cronici literare (ed. Betta, 2015)
17. Mircea Eliade – spațiul ancestral și tipologia urbană (ed. Zodia Fecioarei, Pitești, 2016)
18. Romulus Lal – mitul și istoria, cotidianul și imaginarul universului narativ (ed. Semne, București, 2016)
19. Mihai Eminescu – Identitate și semnificație (ed. Betta, București, 2017)
20. Prozatori români în primele două decenii ale mileniului trei (ed. Betta, București, 2018)
21. Poezia românească de la Dosoftei la Nichita Stănescu (ed. Academiei, București, 2019)
22. Magistrul și discipolii – Nae Ionescu (ed. Hoffman, București, 2020)
23. C.A.P.T.I.V. în imaginarul creației – Cărți, Autori, Personaje, Tipologii, Inspirație, Vocație (ed. Betta, București, 2021)
24. Poezia românească de la Nichita Stănescu până în zilele noastre, (ed. Betta, 2022)
25. CONSTANTIN BANU, omul care a aprins ”Flacăra” iubirii de țară (în colaorare cu Gabriela Banu și Magda Stavinschi), ed. Eikon, 2024
26. De la Caragiale prin Urmuz spre avangarda europeană, ed. Betta, 2024